# Faruk Hadžibegić
Faruk Hadžibegić (ur. 7 października 1957 w Sarajewie) – piłkarz bośniacki grający na pozycji środkowego obrońcy.

## Kariera klubowa
Karierę piłkarską Hadžibegić rozpoczął w klubie ze stolicy Bośni i Hercegowiny, Sarajewa, FK Sarajevo. W sezonie 1976/1977 zadebiutował w jego barwach w pierwszej lidze jugosłowiańskiej. Od następnego sezonu był podstawowym zawodnikiem tego klubu. W 1980 roku został z nim wicemistrzem Jugosławii. Z kolei w 1983 roku wystąpił w przegranym 2:3 finale Pucharu Jugosławii z Dinamem Zagrzeb. Natomiast w sezonie 1984/1985 sięgnął z FK Sarajevo po mistrzostwo Jugosławii, drugie w historii klubu i pierwsze od 1967 roku. Sezon 1984/1985 był ostatnim dla Faruka w drużynie bośniackiej i łącznie rozegrał dla niej 241 ligowych meczów oraz zdobył 25 goli.
Latem 1985 roku Hadžibegić przeszedł do hiszpańskiego Realu Betis z Sewilli. W Primera Division zadebiutował 1 września w zremisowanym 2:2 domowym spotkaniu z Realem Madryt. W Betisie Bośniak grał przez dwa sezony zdobywając 8 goli w 75 meczach.
W 1987 roku Hadžibegić trafił do francuskiego FC Sochaux-Montbéliard. Tam zaczął występować między innymi z innym Bośniakiem, Mehmedem Baždareviciem. W 1988 roku zajął z Sochaux drugie miejsce w Ligue 2 i awansował do Ligue 1. W tym samym roku wystąpił też w finale Pucharu Francji, w którym Sochaux przegrało po rzutach karnych z FC Metz. W drużynie „Les Lionceaux” grał do lata 1994. Następnie odszedł do Toulouse FC, ale po rozegraniu 8 spotkań zakończył sportową karierę.
| Sezon   | Klub                   | Kraj       | Rozgrywki             | Mecze | Bramki |
| ------- | ---------------------- | ---------- | --------------------- | ----- | ------ |
| 1976/77 | FK Sarajevo            | Jugosławia | Prva liga Jugoslavije | 17    | 0      |
| 1977/78 | FK Sarajevo            | Jugosławia | Prva liga Jugoslavije | 28    | 1      |
| 1978/79 | FK Sarajevo            | Jugosławia | Prva liga Jugoslavije | 29    | 0      |
| 1979/80 | FK Sarajevo            | Jugosławia | Prva liga Jugoslavije | 29    | 3      |
| 1980/81 | FK Sarajevo            | Jugosławia | Prva liga Jugoslavije | 32    | 2      |
| 1981/82 | FK Sarajevo            | Jugosławia | Prva liga Jugoslavije | 32    | 4      |
| 1982/83 | FK Sarajevo            | Jugosławia | Prva liga Jugoslavije | 32    | 6      |
| 1983/84 | FK Sarajevo            | Jugosławia | Prva liga Jugoslavije | 8     | 5      |
| 1984/85 | FK Sarajevo            | Jugosławia | Prva liga Jugoslavije | 34    | 4      |
| 1985/86 | Real Betis             | Hiszpania  | Primera Division      | 34    | 3      |
| 1986/87 | Real Betis             | Hiszpania  | Primera Division      | 41    | 5      |
| 1987/88 | FC Sochaux-Montbéliard | Francja    | Ligue 2               | 33    | 8      |
| 1988/89 | FC Sochaux-Montbéliard | Francja    | Ligue 1               | 35    | 3      |
| 1989/90 | FC Sochaux-Montbéliard | Francja    | Ligue 1               | 38    | 3      |
| 1990/91 | FC Sochaux-Montbéliard | Francja    | Ligue 1               | 36    | 0      |
| 1991/92 | FC Sochaux-Montbéliard | Francja    | Ligue 1               | 35    | 0      |
| 1992/93 | FC Sochaux-Montbéliard | Francja    | Ligue 1               | 37    | 1      |
| 1993/94 | FC Sochaux-Montbéliard | Francja    | Ligue 1               | 28    | 0      |
| 1994/95 | Toulouse FC            | Francja    | Ligue 1               | 8     | 0      |

## Kariera reprezentacyjna
W reprezentacji Jugosławii Hadžibegić zadebiutował 13 października 1982 roku w przegranym 1:3 meczu eliminacji do Euro 84 z Norwegią. W 1984 roku znalazł się w kadrze jugosłowiańskiej na ten turniej, ale rozegrał tam tylko jedno spotkanie, przegrane 0:2 z Belgią. Z kolei w 1990 roku został powołany przez selekcjonera Ivicę Osima do kadry na Mistrzostwa Świata we Włoszech. Tam był podstawowym zawodnikiem i zagrał we wszystkich spotkaniach Jugosłowian: z RFN (1:4), z Kolumbią (1:0), ze Zjednoczonymi Emiratami Arabskimi (4:1), w 1/8 finału z Hiszpanią (2:1) oraz ćwierćfinale z Argentyną (0:0, karne 2:3). W kadrze Jugosławii do 1992 rozegrał łącznie 61 meczów i zdobył 6 goli.

## Kariera trenerska
Po zakończeniu kariery Hadžibegić został trenerem. Jego pierwszym klubem w karierze trenerskiej był FC Sochaux-Montbéliard, który samodzielnie objął w 1995 roku. W 1997 roku wywalczył z Sochaux awans z Ligue 2 do Ligue 1. W 1999 roku został selekcjonerem reprezentacji Bośni i Hercegowiny, ale na tym stanowisku pracował niecały rok. W sezonie 2000/2001 prowadził Real Betis, a w latach 2002–2004 szkolił piłkarzy Troyes AC. Od 2004 roku do stycznia 2007 Faruk pracował w Turcji. Prowadził trzy zespoły tamtejszej ligi: Gaziantepspor, Diyarbakirspor i Denizlispor. Następnie wrócił do Francji i był trenerem Chamois Niortais FC, a od 2008 roku jest zatrudniony w Dijon FCO.